# Beraea maura
Beraea maura är en nattsländeart som först beskrevs av Curtis 1834.  Beraea maura ingår i släktet Beraea, och familjen sandrörsnattsländor. Enligt den svenska rödlistan är arten sårbar i Sverige. Artens livsmiljö är sjöar och vattendrag, våtmarker, skogslandskap.

## Utbredning
Beraea maura förekommer i större delen av Europa. Den återfinns i samtliga nordiska länder förutom i Finland. I Sverige är den ovanlig och har efter 1980 påträffats i Halland, Västergötland samt Östergötland. Äldre fynd är även gjorda i Södermanland, Skåne och på Gotland. 